# مشروع تعزيز جودة التعليم الثانوي والوصول اليه
مشروع تعزيز جودة التعليم التعليم الثانوي والوصول اليه هو مشروع لتحسين نوعية التعليم في المستوى الثانوي في بنجلادش بواسطة تسهيل وصول المعلومات عبر ادوات التعليم عالية الجودة والعروض التوضيحية المرئية والصوتية للصفوف للمعلمين والطلاب .الهدف هو احضار جميع مناطق المشروع إلى امكانية الوصول للانترنت لتسهيل اداء نشاطات متعددة لمشروع تعزيز جودة التعليم الثانوي والوصول اليه.